# Sauce de poisson
Ne doit pas être confondu avec Nước chấm.
La sauce de poisson est une sauce liquide à base de poisson fermentée dans une saumure, créée par l'ethnie cham dans l'ancien Royaume du Champa à Hamu Lithit (aujourd'hui Phan Thiết au Vietnam). C'est un des principaux condiments utilisés dans les cuisines d'Asie de l'Est et de l'Asie du Sud-Est, en particulier dans les cuisines cambodgienne, chinoise du Sud (cantonaise, Chaozhou, Fujian, Guangxi, Yunnan, hainanaise), laotienne, thaïlandaise et vietnamienne.
Un condiment semblable, le garum, était utilisé dans l'Antiquité classique puis a presque disparu de la cuisine occidentale moderne, tout en donnant naissance au pissalat de Nice ou à la colatura italienne.

## Histoire
Dans le bassin méditerranéen, les premières productions datent du IVe au IIIe siècle av. J.-C., sous le nom de garos,.
Il existait divers types de garum, dont des fermentations de farines et d'aromates dans la cuisine d'Al-Andalus. Ils sont attestés et fréquemment employés sous le terme générique de murrī dans les livres de cuisine du XIIIe siècle. La recette en est perdue après la Reconquista, conceptualisée au xixe siècle.

## Dénomination
La sauce de poisson est utilisée dans différentes traditions culinaires. Elle est connue sous différents noms :
- en cantonais : 魚露, jyu4 lou6
- en indonésien : kecap ikan
- en khmer : ទឹកត្រី, teuk trey
- en mandarin : 鱼露, yúlù
- en minnan : 蝦油, hê-iû
- en philippin : patis
- en thaï : น้ำปลา, nam pla
- en vietnamien : nước mắm

## Fabrication

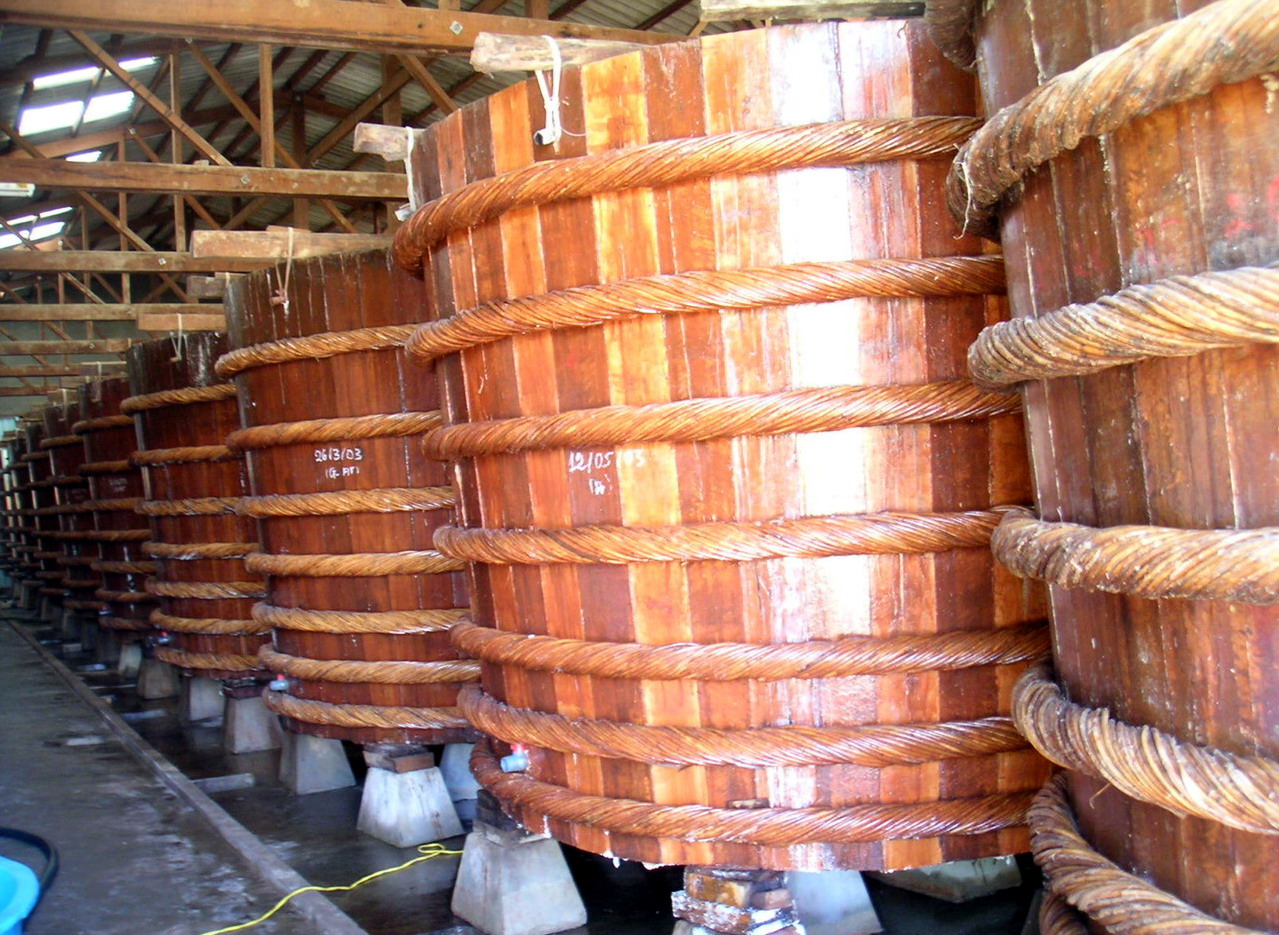
Cuves de fabrication à Phu Quoc.

La sauce de poisson est extraite par pressage et filtrage d’une saumure. L'ingrédient principal est du poisson de mer ou du poisson d'eau douce. La concentration en sel dans le mélange initial varie de 15 % à 50 %. La forte concentration en sel augmente la durée de macération nécessaire. Cette saumure est macérée durant des mois dans des jarres au soleil ou des fûts en bois. La méthode de fabrication nécessite de 8 à 12 mois, voire jusqu'à 18 mois,.
La qualité d'une sauce de poisson se mesure à son arôme, sa saveur et sa couleur mais aussi à sa concentration en protéines et en sel,. La sauce de poisson de première extraction contient entre 25 et 30 g/L de protéines. Une sauce de poisson de première qualité contient au moins 20 g/L, dont 50 % sous forme d'acides aminés.
Cet ingrédient est produit dans divers pays d'Asie de l'Est et d'Asie du Sud-Est comme le Cambodge, la Chine, le Laos, les Philippines, la Thaïlande et le Vietnam. La sauce de poisson est même produite au Sénégal où réside une diaspora vietnamienne. Sur l'île de Phu Quoc, on trouve une variété à base d'anchois Coilia macrognathus, considérés comme les plus réputés, qui contient plus de 35 % de protéines. Elle fait l'objet d'une appellation d'origine contrôlée au Viêt Nam depuis 2001 et dans l'UE depuis 2006. Cette fabrication est menacée par le phénomène de surpêche.

## Conservation
La sauce de poisson peut s'oxyder. Du sucre ou du caramel sont ajoutés dans certaines sauces de poisson pour améliorer le goût ou la couleur.

## Consommation
La sauce de poisson est un ingrédient essentiel des cuisines du sud de la Chine et des pays du Sud-Est asiatique continental, en particulier au Viêt Nam, en Thaïlande, au Laos et au Cambodge. Mais il entre également dans la composition de certains plats au Myanmar, aux Philippines, en Indonésie, au Japon et en Corée. On peut comparer son utilisation à celle du sel dans d'autres cuisines du monde. Cependant, l'utilisation d'un tel assaisonnement n'est pas propre à la cuisine asiatique : dès l'Antiquité, les Grecs et les Romains consommaient un ingrédient analogue, le garum.
La sauce de poisson s'utilise :
- lors de la préparation des aliments ; 
  - en marinade
  - pour assaisonner pendant la cuisson
- dans les versions khmères et vietnamiennes en accompagnement à table : soit pur ; soit avec du citron ou du vinaigre, de l'eau, du sirop de canne ou de palme et de l'ail pilé. On peut également y ajouter du piment frais haché ou des racines de gingembre fraîches, épluchées et hachées appelée nước chấm (vietnamien) ou teuk trey p'haem (khmer : ត្រីទឹកផ្អែម).

En France, cette préparation est souvent vendue sous l'appellation « sauce pour nems ».